# Аллеройське сільське поселення (Ножай-Юртовський район)
Аллеройське сільське поселення (рос. Аллеройское сельское поселение) — сільське поселення у складі Ножай-Юртовського району Чечні Російської Федерації з адміністративним центром в селі Аллерой. Кількість населення становить 2 999 осіб (2022).

## Населення
Кількість населення становила (станом на 1 січня): 2009 року — 1 903, 2012 року — 1 714, 2013 року — 2 512, 2014 року — 2 617, 2015 року — 2 649, 2016 року — 2 702, 2017 року — 2 893, 2018 року — 2 893, 2019 року — 2 927, 2020 року — 2 977, 2021 року — 2 990, 2022 року — 2 999 осіб.

## Населені пункти
- Аллерой
- Гансолчу
- Ісай-Юрт
- Соврагі
- Турти-Хутір

## Історія
Утворене 20 лютого 2009 року, відповідно до закону Чеченської Республіки № 13-Р3 «Про утворення муніципального утворення Ножай-Юртовський район та муніципальних утворень, що входять до його складу, встановлення їх кордонів і наділення їх відповідним статусом муніципального району, міського та сільського поселення».